# Marad
Marad was een stad in het oude Mesopotamië (Irak). 
De stad wordt vaak samen met Kazallu genoemd, omdat men vermoedde dat in het begin van de Oud-Babylonische tijd de beide steden tot één koninkrijk behoorden. De precieze locatie van Kazallu is onbekend en er zijn dus geen archeologische vondsten. Marad (Tell as Sadoum) is echter wel opgegraven en de vondsten van daar lijken  dat niet te bevestigen.

## Tell as Sadoum
De archeologische plaats is 50 ha groot en ligt ten oosten van Najaf in centraal-zuidelijk Irak aan een tak van de Eufraat.  De Universiteit van Pisa verricht er samen met de Universiteit van Siena en de Iraakse Universiteit van Al-Qādisiyyah opgravingen. Vondsten reiken van de protodynastische periode van het 3e millennium v.Chr. tot het Nieuwbabylonische Rijk van het 1e millennium v.Chr. Er zijn een honderdtal fragmenten met spijkerschrift ontdekt, waarvan er acht min of meer intact zijn. Daarnaast zijn er veel cretulae gevonden, kleiblokken met zegel- of draadafdrukken die gebruikt werden om vaten mee te verzegelen. De tabletten dateren van de Isin-Larsa-periode en het Oud-Babylonische Rijk en getuigen van de welvaart van de stad. Het zijn vaak koopovereenkomsten maar ze noemen ook machthebbers en namen van andere steden. Eerder (2005) had Dr Abbas al-Hussainy, hoofd van de Afdeling Archeology van Al Qadissiyah University er een tempel gewijd aan Lugal-Marad, de plaatselijke godheid, ontdekt.

## Geschiedenis van Marad
De stad is erg oud en bestond al in Sumerische tijden. De stad is waarschijnlijk in de Vroegdynastische II periode gesticht rond 2700 v.Chr.
Van de correspondentie van de koningen van Ur III weten we dat zowel Marad als Kazallu een e n s i2 hadden, een soort gouverneur of stadhouder. Er is een kleitablet uit het vierde jaar van Amar-Sin van Ur dat een offer van 36 vette schapen en 28 schapen beschrijft en een zekere Lishanum noemt, patesi van Marad.
De meeste overgebleven tabletten dateren echter van het midden van de oudbabylonische tijd. Het zijn oefenkopieën van een opleiding tot schrijver uit een latere tijd. Er kan dus kritiek op uitgeoefend worden, hoewel schrijvers wel bijgebracht werd om getrouw te kopiëren. Er zijn onder andere brieven van en naar koning Ibbi-Sin van zijn trouwe gouverneur Puzur-Numušda van Kazallu, die bang is dat Išbi-Erra van Isin zijn stad zal bezetten. Ook Marad zal daar niet aan ontkomen zijn. Išbi-Erras 23e jaarnaam (eponiem voor 1896?) verraadt dat met zoveel woorden.
Marad (en waarschijnlijk ook Kazallu) lagen op de grens van noordelijk en zuidelijk Babylonië. Wat er precies gebeurd is in de chaotische tijden na de val van Ur III is moeilijk te zeggen. Er zijn echter een aantal illegaal opgegraven kleitabletten die de familiegeschiedenis van een zekere Ilum-bani  bevatten. Ze vertonen eden die de plaatselijke godheid van Marad, Lugal-Marada aanroepen.  Lugal-Marad was de vergoddelijkte zoon van Naram-Sin van Akkad. Daardoor is het waarschijnlijk dat de tabletten van Marad afkomstig zijn. Ook de god Numušda wordt aangeroepen en soms beiden. Het (zakelijk) familiearchief noemt Ilum-bani en vijf van zijn zonen en bevat een rijkdom aan jaarnamen van locale machthebbers en soms van andere steden. Het was gebruikelijk om dateringen van brieven, contracten e.d. te doen verwijzen naar de vorst onder wiens gezag men zich op een gegeven moment bevond. De jaarnamen laten dus zien wanneer Marad als een onafhankelijke staat functioneerde met een eigen koning. Hieruit reconstrueert De Boer de volgende chronologie voor de stad in de anders zo duistere overgangstijd van de Sumerische en Babylonische tijd. (Alle data v.Chr.) 
| Bewind        | Van                | Tot          |
| ------------- | ------------------ | ------------ |
| onder Isin    | einde Ur III/ 1896 | ca. 1890     |
| Halun-pi-umu  | ca. 1890/1885      | 1879         |
| Sumu-dtana    | ca. 1878           | 1871         |
| Sumu-atar     | ca. 1871           |              |
| Sumu-numhim   | ca. 1870           | 1864         |
| Yamsi-El      | ca. 1864           | 1862         |
| onder Babylon | ca. 1861           | zeker Sabium |

Er zijn ook twee tabletten gevonden op de vindplaats zelf die een eed aan Lugal-Marad bevatten. De een verwijst naar het bewind van Sumu-detana (van Marad), de ander naar Apil-Sin (van Babylon).
Het einde van Marads onafhankelijkheid werd vaak geassocieerd met jaarnamen van Sumulael voor zijn jaren 20 en 25, maar deze refereren naar Kazallu en haar koning Yahzir-El. Of deze ooit ook Marad regeerde is niet duidelijk.
Marad is tot zeker het einde van het Nieuwbabylonische Rijk een bewoonde stad gebleven. In een poging zijn land tegen de Perzen te verdedigen beval Nabonidus de goden(beelden) van Marad, Kish, Hursagkalamma, en in een andere groep Borsippa, Cutha en Sippar naar Babylon te brengen. De laatste drie deden dat niet. Het bevel dateert van vlak voor de Perzische verovering die een einde maakte aan Babylonië als een zelfstandig land.